# ألفت سكر
ألفت سكر (ولدت 1942 م)، ممثلة سورية حصلت على الجنسية المصرية بعد زواجها بالفنان وحيد سيف، واقتصر نشاطها الفني على مصر.

## سيرتها
ولدت ألفت محمد أحمد سكَّر بدمشق، يوم الأحد 19 ذي الحِجَّة 1361هـ الموافق 27 ديسمبر 1942م، لأسرة فنية معروفة، فهي شقيقة الفنانة ملك سكر، والفنانة أمل سكر. وقد بدأت التمثيل في مصر بعد زواجها الممثل الكوميدي وحيد سيف، ولها منه أشرف سيف الذي يعمل أيضًا ممثلًا، وهو متزوج بالفنانة لمياء الجدَّاوي.
قدمت ألفت أعمالًا فنية كثيرة بلغت قرابة 260 عملًا، طَوالَ مسيرتها التي زادت على أربعين عامًا؛ وغالبًا ما كانت تجسِّد الأدوار الثانية في الأفلام، وتنوَّعت أدوارها بين المسرح والتلفاز والسينما. ومن أعمالها العرَّاف، وفرقة ناجي عطا الله. وكان آخر أعمالها مسلسل "أهل الهوى" عام 2013، جسَّدت فيه دور أم بديع خيري.

## أعمالها

### الأفلام[4]
| - 2011: تك تك بوم. - 2009: إحكي يا شهرزاد. - 2008: رامي الاعتصامي. - 2006: ظاظا. - 2004: الباشا تلميذ. - 2002:النجم الذي هوى. - 2001: رانديفو. - 2001: عنبر والألوان. - 1999: عبود على الحدود. - 1995: الجراج. - 1994: ديسكو ... ديسكو. - 1993: ضحك ولعب وجد وحب. - 1993: كروانة. | - 1993: أرض الأحلام. - 1992: الهجامة. - 1992: حالة اشتباه. - 1991: نساء ضد القانون. - 1991: الهاربة إلى الجحيم. - 1991: مجانين على الطريق. - 1991: المزاج. - 1990: البيضة والحجر. - 1990: دليل المرأة الذكية. - 1990: النيابة تطلب البراءة. - 1989: حارة برجوان. - 1989: 3 ساعات حرجة. - 1988: اللقاء الثاني. - 1988: شباب في الجحيم. | - 1988: أصدقاء الشيطان. - 1988: غرام الأفاعي. - 1987:العبقري والحب. - 1987: البيه البواب. - أسعد الله مساءك. - 1987:القانون لا يعرف عائشة. - 1986: شادر السمك. - 1986: نساء خلف القضبان. - 1986: وداعا يا ولدي. - 1986: ترويض الرجل. - مرارة الأيام. - 1983: أولاد الملجأ. |

## وصلات خارجية
- ألفت سكر على موقع IMDb (الإنجليزية)
- ألفت سكر على موقع الدهليز
- ألفت سكر على موقع قاعدة بيانات الأفلام العربية
- ألفت سكر على موقع قاعدة بيانات الفيلم (الإنجليزية)